# Hankasalmi
Hankasalmi es un municipio de Finlandia ubicado en la región de Finlandia Central.
En 2022, el municipio tenía una población de 4607 habitantes.
Comprende un área rural formada por numerosas aldeas en el límite de las provincias históricas de Savonia y Tavastia, unos 20-40 km al este de Jyväskylä sobre la carretera E63 que lleva a Kuopio. En el municipio hay 97 lagos, de los cuales destacan por su tamaño los de Kynsivesi–Leivonvesi, Armisvesi y Kuuhankavesi.

## Historia
La idea de formar un municipio en esta área rural sin localidades importantes surgió en 1798, cuando los habitantes de las aldeas de Hankamäki, Kuuhankavesi y Kynsivedi fundaron un templo luterano. Tras irse agregando nuevas aldeas a su territorio, la iglesia obtuvo en 1860 el estatus de parroquia. El municipio se fundó en 1872, desde entonces con centro administrativo en el poblado formado en torno a este templo (Hankasalmen kirkonkylä), que sigue siendo la localidad más poblada del municipio. En 1892 se reconstruyó la iglesia bajo la dirección de Josef Stenbäck. La segunda localidad más poblada del municipio es su poblado ferroviario (Hankasalmen asemanseutu) ubicado unos 10 km al sur de la capital municipal, fundado en 1918 para dar servicio a la línea de ferrocarril de Jyväskylä a Pieksämäki.